# Horný Tisovník
Horný Tisovník es un municipio del distrito de Detva en la región de Banská Bystrica, Eslovaquia, con una población estimada a final del año 2024 de 189 habitantes.
Se encuentra ubicado en el centro de la región, sobre los montes Centrales Eslovacos (Cárpatos occidentales) y a poca distancia al sur del río Hron —un afluente izquierdo del Danubio—.

## Demografía
| Año        | 1994 | 2004     | 2014     | 2024   |
| ---------- | ---- | -------- | -------- | ------ |
| Población  | 325  | 243      | 200      | 189    |
| Diferencia |      | −25,23 % | −17,69 % | −5,5 % |

| Año        | 2023 | 2024    |
| ---------- | ---- | ------- |
| Población  | 186  | 189     |
| Diferencia |      | +1,61 % |